# نقشه ماهرانه (فیلم ۲۰۲۱)
نقشه ماهرانه (انگلیسی: The Master Plan) یک فیلم درام-تعلیق‌آمیز ژاپنی محصول ۲۰۲۱ است. بر اساس رمانی به همین عنوان اثر کائورو یوکیناری در سال ۲۰۱۳ (منتشر شده توسط شوئیشا)، این فیلم به کارگردانی یوایچی ساتو، نویسندگی ماتسوتوشی سایجو، و بازیگری تاکانوری ایواتا و آراتا مکنیو است.